# Sideroxylon eriocarpum
Sideroxylon eriocarpum là một loài thực vật có hoa trong họ Hồng xiêm. Loài này được (Greenm. & Conz.) T.D.Penn. miêu tả khoa học đầu tiên năm 1990.